# Aporosa arborea
Aporosa arborea är en emblikaväxtart som först beskrevs av Carl Ludwig von Blume, och fick sitt nu gällande namn av Johannes Müller Argoviensis. Aporosa arborea ingår i släktet Aporosa och familjen emblikaväxter. Inga underarter finns listade i Catalogue of Life.